# 久保恵子
久保 恵子（くぼ けいこ、本名：北 恵子、旧姓：久保、1972年3月19日 - ）は、日本のタレント・女優・薬剤師である。圭三プロダクション所属。

## 人物・来歴
神奈川県横浜市出身。叔父の黒川茂の影響で理系に興味を持つ。捜真女学校卒業。高校時代はバスケットボール部に所属していた。上智大学理工学部化学科在学中の1992年（平成4年）、同大学のミスキャンパスである、「ミスソフィア」に選ばれた。その後、テレビの情報番組 『FNN おはよう!サンライズ』（フジテレビ）に、お天気キャスターとして出演するようになった。上智大学を1994年（平成6年）に卒業した久保は、明治薬科大学薬学部に進学、薬剤師免許を取得している。
その後は情報番組のレポーター等として活動し、女優としての出演もある。さらに、ドラマ、写真集、舞台と幅広く活動している。
長らく株式会社サンミュージックプロダクションに所属してきたが、2012年春になって、かつて学生時代から所属していた圭三プロダクションに「復帰」した（現在は客員扱い）。
2006年（平成18年）5月、JBLスーパーリーグの東芝ブレイブサンダースに所属するバスケットボール選手、北卓也と結婚。2008年（平成20年）2月、第一子となる女児を出産した。現在は芸能活動をセーブし、育児と両立しながら本格的に調剤薬局で管理薬剤師として働いている。

## 主な出演番組・作品

### テレビ
報道・情報番組
| 期間          | 期間          | 番組名                                     | 役職                                     | 担当日 |
| ------------- | ------------- | ------------------------------------------ | ---------------------------------------- | ------ |
| 1993年4月1日  | 1993年9月30日 | FNN おはよう!サンライズ（フジテレビ）      | お天気キャスター                         | 平日   |
| 1995年4月3日  | 1996年3月29日 | プロ野球ニュース（フジテレビ）             | キャスター                               | 平日   |
| 1997年4月5日  | 1997年9月27日 | 土曜ぴーぷる（関西テレビ・フジテレビ系列） | 進行役                                   | 土曜日 |
| 2002年4月     | 2002年9月     | ミミヨリーナ（テレビ東京）                 | レギュラー出演                           | 日曜日 |
| 2008年9月29日 | 2010年3月26日 | スパイスTV どーも☆キニナル!（フジテレビ）  | 『キニナル!SHOP いいものプレミアム』担当 | 平日   |

バラエティ番組・その他
- 日曜ソリトン 夢ときどき晴れ!（NHK教育、司会）
- 知ってドーするの!?（テレビ東京、司会アシスタント）
- 美しい科学・シグナス（テレビ大阪、司会）
- スクール五輪の書 科学の巻 発想ミュージアム（NHK Eテレ、司会）
- トム・ソーヤー探検隊
- 絶品!地球まるかじり（テレビ東京）
- 走れ!ガリバーくん（関西テレビほか）
- いきなり!黄金伝説（テレビ朝日） - 「スポンサーマラソン」「1ヶ月節約生活」に出演
- きらめきいっぱいさいたま市（テレ玉）
- ジャンクSPORTS（フジテレビ）
- Deep Love 〜ホスト〜（テレビ東京）
- 監査法人（NHK総合ほか） - アナウンサー役
- 山村美紗サスペンス 税関検査官・今井陽子 密輸ダイヤモンド殺人事件（テレビ東京、2003年） - 岡まゆみ 役
- Qさま!!（テレビ朝日、2012年11月26日）

### ラジオ
- 浅草キッドの社会の窓（TBSラジオ、アシスタント）
- 薬剤師ライフ!〜毎日をハッピーに〜（ラジオNIKKEI第1放送、2015年12月1日 - 2016年12月27日） パーソナリティ

### 舞台
- 才・色・兼・備
- 月の子供

### 書籍・雑誌
- 写真集「my Love」、「Candy」、「ふたりで…」
- DVD「Stellina」、「Per sempre」
- 雑誌「週刊SPA」中森明夫の久保恵子アイドル化計画
- その他雑誌にコラムを執筆